# CGC Viareggio 2013-2014
Questa voce raccoglie le informazioni riguardanti del CGC Viareggio nelle competizioni ufficiali della stagione 2013-2014.

## Stagione

### SuperCoppa Italiana
La stagione inizia con la finale di SuperCoppa Italiana tra Valdagno (fresco vincitore di scudetto e coppa italia) e CGC Viareggio (finalista). È il 5 ottobre 2013, partita unica, giocata a Valdagno. Dopo un susseguirsi di emozioni e goal, il Valdagno riesce a pareggiare a due minuti dalla fine della partita. Si arriva ai tempi supplementari con il risultato di 5-5, dove non cambierà. Tiri di rigori e anche ad oltranza: Martin Montivero riesce a segnare. La roulette dei rigori, questa volta, consegna il terzo trofeo della sua storia (dopo Scudetto e Coppa Italia del 2011) al CGC Viareggio.

### Campionato
Trentaquattresima stagione di massima serie, A1. Al termine della stagione regolare, i bianconeri arrivano quarti e vengono subito eliminati nei play-off dal Bassano.

### Coppa Italia
La finale a 8 di Coppa Italia si tiene a Giovinazzo. Il Viareggio elimina con molta fatica prima Sarzana e poi Breganze, ma si arrende al Valdagno in finale per 1-5, nonostante fosse andato in vantaggio.

## Risultati
| Arbitri: | Strippoli (Bari) Tartarelli (Matera) |

|                                                                              |                |                                                                                      |
| C. Nicolía 16'06" M. Tataranni 23'11" 32'39" 39'05" D. Motaran 37'38" (aut.) | Marcatori      | 13'04" 16'29" D. Motaran 33'52" M. Montivero 34'26" M. Bertolucci 38'31" F. Montigel |
| D. Nicoletti M. Platero M. Rodrìguez M. Tataranni C. Nicolía                 | Shootout 3 – 4 | A. Bertolucci F. Montigel D. Motaran M. Bertolucci M. Montivero                      |

| Valdagno 1938 |   |                    |
|               |   |                    |
| E             | ? | Leonardo Dal Ronco |
| P             | ? | Riccardo Gnata     |
| E             | ? | Giulio Nardon      |
| E             | ? | Diego Nicoletti    |
| E             | ? | Carlos Nicolía     |
| P             | ? | Luca Nieddu        |
| E             | ? | Matías Platero     |
| E             | ? | Mario Rodrìguez    |
| E             | ? | Davide Spagnolo    |
| E             | ? | Massimo Tataranni  |
| Allenatore:   |   |                    |
| Franco Vanzo  |   |                    |

| CGC Viareggio    |    |                       |
|                  |    |                       |
| P                | 10 | Leonardo Barozzi      |
| E                | 9  | Alessandro Bertolucci |
| E                | 85 | Mirko Bertolucci      |
| E                | 3  | Romeo D'Anna          |
| E                | 7  | Ferdinando Montigel   |
| E                | 6  | Martin Montivero      |
| E                | 2  | Davide Motaran        |
| P                | 54 | Lorenzo Paoli         |
| E                | 4  | Stefano Santucci      |
| E                | 66 | Francesco Lenci       |
| Allenatore:      |    |                       |
| Massimo Mariotti |    |                       |

## Maglie e sponsor
| 1ª divisa | 2ª divisa |

## Organigramma societario
- Presidente: Alessandro Palagi
- Vicepresidente: Massimo Barozzi
- Consiglieri: Renzo Pardini
- Direttore sportivo:
- Segretaria:
- Addetto stampa:

## Organico

### Giocatori
Dati tratti dal sito internet ufficiale della Federazione Italiana Sport Rotellistici.
| N° | Naz.                 | Ruolo    | Sportivo              |  |  |  |
| -- | -------------------- | -------- | --------------------- |  |  |  |
| 54 | Italia (bandiera)    | Portiere | Lorenzo Paoli         |  |  |  |
| 7  | Argentina (bandiera) | Esterno  | Fernando Montigel     |  |  |  |
| 10 | Italia (bandiera)    | Portiere | Leonardo Barozzi      |  |  |  |
| 2  | Italia (bandiera)    | Esterno  | Davide Motaran        |  |  |  |
| 3  | Italia (bandiera)    | Esterno  | Romeo D'Anna          |  |  |  |
| 85 | Italia (bandiera)    | Esterno  | Mirko Bertolucci      |  |  |  |
| 9  | Italia (bandiera)    | Esterno  | Alessandro Bertolucci |  |  |  |
| 66 | Italia (bandiera)    | Esterno  | Francesco Lenci       |  |  |  |
| 4  | Italia (bandiera)    | Esterno  | Daniele Santucci      |  |  |  |
| 6  | Argentina (bandiera) | Esterno  | Martin Montivero      |  |  |  |

### Staff tecnico
- 1º Allenatore:  Massimo Mariotti
- 2º Allenatore: n.a.
- Meccanico: